# Mariana Draguțan
Mariana Draguțan (ur. 29 listopada 2000) – mołdawska zapaśniczka startująca w stylu wolnym. Olimpijka z Paryża 2024, gdzie zajęła czternaste miejsce w kategorii do 53 kg. Brązowa medalistka mistrzostw świata w 2023; piąta w 2022. 
Srebrna medalistka mistrzostw Europy w 2024; brązowa w 2022 i 2025; piąta w 2019 i 2020. Piąta w Pucharze Świata w 2020. 
Druga na MŚ U-23 w 2023. Mistrzyni Europy U-23 w 2022, trzecia w 2023. Trzecia na ME kadetów w 2015 i 2017 roku.